# Sadgati
Sadgati (Hindi: सदगति, sadgati) ist ein mittellanger indischer Spielfilm von Satyajit Ray aus dem Jahr 1981. Er wurde für das staatliche Fernsehen Doordarshan produziert.

## Handlung
Dukhi ist ein Chamar, er arbeitet mit Tierhäuten und gehört zur niedersten Kaste, den Unberührbaren. Er schneidet Gras, um damit den örtlichen Priester, den Brahmanen Ghashiram, zu beschenken und ihn zur Bestimmung eines günstigen Hochzeitstermins für seine Tochter Dhania zu bewegen. Dukhi würde dafür alles tun. Er fühlt sich an diesem Tag schwach, doch seine Frau versucht vergeblich, ihn von seinem Vorhaben abzubringen. Mit einem mickrigen Bündel Gras auf dem Kopf macht sich Dukhi auf den Weg.
Ghashiram stellt die Erfüllung von Dukhis Wunsch in Aussicht, wenn er für ihn arbeitet. Seine erste Aufgabe ist das Kehren der Veranda, gleich danach muss er Reissäcke von einem Schuppen in einen anderen tragen. Zuletzt, als Ghashiram zu einer religiösen Zeremonie zur Tröstung eines jungen Mannes, dessen Frau gestorben ist, geht, soll Dukhi mit einer stumpfen Axt ein Stück Holz spalten, das so fest ist wie ein Stein. Obwohl er den ganzen Tag noch nichts gegessen hat, wagt er es nicht, sich dieser Arbeit zu verweigern. Ghashirams Frau hatte es abgelehnt, dem Niederkastigen etwas zu essen zu geben.
Ein alter Mann aus der Unterkaste der Gond beobachtet Dukhi und rät ihm, wenigstens Essen vom Brahmanen zu fordern, aber Dukhi kann sich nicht dazu überwinden. Die Holzkohle zum Entzünden seines Tabaks hatte ihm die Frau des Brahman bereits vor die Füße geworfen wie einem Stück Vieh. Dukhis Reaktion auf die Erniedrigung war nur der gemurmelte Satz: „Wenn wir nicht so unwissend wären, würden wir nicht so leiden, wie wir es tun.“ Nach Essen zu fragen wagt er nicht mehr. Er arbeitet sich dennoch mit neuer Kraft vergeblich am Holzblock ab. Die in Verzweiflung weggeworfene Axt verfehlt den Kopf eines vorbeikommenden Brahmanen nur knapp. Dukhi unterwürfige Entschuldigung hält diesen nicht davon ab, andere vor Dukhi zu warnen. Dukhi zieht sich in der Mittagshitze unter einen Banyanbaum zurück und schläft ein. Nach dem Essen und der Mittagsruhe kommt Ghashiram aus dem Haus und findet das Holz noch ungespalten und Dukhi schlafend unter dem Baum. Er beschimpft ihn und treibt ihn wieder zur Arbeit an. Ghashirams kleiner Sohn beobachtet Dukhis unermüdlichen Kampf mit dem Holz. Er wird Zeuge von Dukhis Tod durch Erschöpfung.
Ghashiram und seine Frau sind von der Nachricht ihres Sohnes aufgeschreckt und suchen nach einer Möglichkeit die Leiche loszuwerden und den Vorfall zu vertuschen. Die Kastenregeln verbieten ihnen jedoch, den Körper des Shudra zu berühren. Dukhis Kastenangehörige weigern sich, die Arbeit auszuführen; die anderen Brahmanen wollen kein Wasser mehr vom nahen Brunnen nehmen, solange der Leichnam dort liegt. Dukhis Frau Jhuria eilt auf die Nachricht herbei und bricht neben ihrem toten Mann zusammen. Ghashiram ignoriert ihr Klagen und ihr Hämmern an seine Tür im einsetzenden Monsunregen.
Im Morgengrauen beseitigt Ghashiram den Leichnam selbst, bevor noch die Polizei unangenehme Fragen stellen kommt. Mit Hilfe eines Stocks befestigt er einen Dhoti an Dukhis Knöchel, ohne ihn zu berühren, und zieht ihn mit großer Kraftanstrengung davon. Er schleppt den toten Körper zu einer Halde von Schädeln und Tierkadavern zur „letzten Ruhe“.
Ghashiram redet sich ein, dass es den Unberührbaren nie gegeben hat. Er umkreist den Holzblock mit der darin festsitzenden Axt, besprenkelt ihn mit geweihtem Wasser und murmelt Sanskrit-Shlokas zur religiösen Reinigung.

## Hintergrund
Ray schrieb das Drehbuch nach einer Geschichte von Premchand aus dem Jahr 1931. Die von ihm in englischer Sprache verfassten Dialoge wurden von Amrit Rai, Premchands Sohn und selbst Autor, in Hindi übersetzt.
Szenenbildner war Ashoke Bose.